# Betty in New York
Betty in New York (spanischer Originaltitel: Betty en NY) ist eine US-amerikanische Telenovela, die von Telemundo Global Studios produziert wurde. Die Telenovela basiert auf der erfolgreichen kolumbianischen Telenovela Yo soy Betty, la fea, die ebenfalls als Vorlage für Verliebt in Berlin und Ugly Betty diente. Die Premiere der Telenovela fand am 6. Februar 2019 auf dem spanischsprachigen US-Sender Telemundo statt. Die deutschsprachige Erstausstrahlung erfolgte mit einer Preview der ersten beiden Folgen am 26. Juli 2020, und wurde mit der regulären Ausstrahlung beginnend am 27. Juli 2020 auf Sixx fortgeführt.

## Handlung
Beatriz „Betty“ Aurora Rincón ist eine junge, gut qualifizierte, intelligente, aber etwas schüchterne Mexikanerin, die in New York City lebt und dort versucht ihre Träume zu erfüllen. Betty wird stetig auf ihr Aussehen reduziert und erfährt dadurch, dass sie nicht den gängigen Schönheitsidealen entspricht, häufig Ablehnung. Nachdem Betty sechs Monate lang vergeblich nach einem Job gesucht hat, entschließt sie sich, einen Job anzunehmen, der weit unter ihren Qualifikationen liegt. Fortan arbeitet Betty, zunächst als Praktikantin später als persönliche Sekretärin des Geschäftsführers, beim bekannten Modeunternehmen V & M Fashion. Betty befindet sich nun in einer sehr oberflächlichen und intriganten Welt, in der sie, aufgrund ihrer unscheinbaren Erscheinung täglich verspottet und gedemütigt wird, und ihr nachgesagt wird, dass ihr der richtige Stil völlig fehlt. Doch zum Trotz ihrer Kollegen ist Betty mehr als bereit, sich nicht unterkriegen zu lassen. Und noch eine Herausforderung wartet auf Betty, bei der weder ihr starker Willen noch ihre positiven Eigenschaften helfen können, und das ist, die wahre Liebe zu finden.

## Besetzung und Synchronisation
Die deutschsprachige Synchronisation entstand durch die Synchronfirma Studio Hamburg Synchron in Hamburg. Die Dialogbücher verfassten Andrea Mayer, Anne-Kristin Jahn, Ariane Huth, Christian Langhagen, Maike Prestin, Joachim Kretzer, Karin Rettinghaus, Satria Anthony Sudarbo und Susanne Sternberg. Für die Dialogregie verantwortlich waren Anja Topf, Marion von Stengel, Michael Grimm und Susanne Sternberg.

### Hauptdarsteller
| Rollenname                    | Schauspieler        | Synchronsprecher      |
| ----------------------------- | ------------------- | --------------------- |
| Beatriz „Betty“ Aurora Rincón | Elyfer Torres       | Muriel Bielenberg     |
| Armando Mendoza               | Erick Elías         | Nicolas König         |
| Marcela Valencia              | Sabrina Seara       | Katharina von Keller  |
| Ricardo Calderón              | Aarón Díaz          | Jörn Linnenbröker     |
| Hugo Lombardi                 | Héctor Suárez Gomís | Volker Hanisch        |
| Demetrio Rincón               | César Bono          | Hanns Jörg Krumpholz  |
| Julia Lozano de Rincón        | Alma Delfina        | Ela Nitzsche          |
| Mariana González              | Jeimy Osorio        | Nadine Schreier       |
| Patricia Fernández            | Sylvia Sáenz        | Merete Brettschneider |
| Roberto Mendoza               | Saúl Lisazo         | Hannes Hellmann       |

### Neben- und Episodendarsteller
| Rollenname                                  | Schauspieler       | Synchronsprecher        |
| ------------------------------------------- | ------------------ | ----------------------- |
| Nicolás Ramos                               | Mauricio Garza     | Tim Kreuer              |
| Bertha Vargas                               | Sheyla Tadeo       | Anja Topf               |
| Inés „Inesita“ Sandoval                     | Isabel Moreno      | Katja Brügger           |
| Sofía Peña                                  | Amaranta Ruiz      | Katrin Decker           |
| Fabio                                       | Mauricio Hénao     | Patrick Stamme          |
| Margarita del Valle de Mendoza              | Gloria Peralta     | Susanne Sternberg       |
| Efraín Montes                               | Pepe Suárez        | Frank Jordan            |
| Catalina Escarpa                            | Verónica Schneider | Celine Fontanges        |
| Daniel Valencia                             | Rodolfo Salas      | Martin Lohmann          |
| Giovanni „Giovas“ Castañeda                 | Freddy Flórez      | Samuel Weiss            |
| Jenny Wendy Reyes                           | Candela Márquez    | Anika Bollmann          |
| Aura María Andrade                          | Daniela Tapia      | Maria Wardzinska        |
| Joaquín de Quiroz                           | Bernard Bullen     | David Bunners           |
| Carlos „Charly“ Godines                     | Jaime Aymerich     | Oliver Warsitz          |
| Wilson Cuauhtémoc Márquez                   | Polo Monárrez      | Tim Niebuhr             |
| Sandra Fuentes                              | Valeria Vera       | Vanessa Czapla          |
| Gregorio Mata                               | Rykardo Hernández  | Oliver Böttcher         |
| María Lucía Valencia                        | Paloma Márquez     | Kristina von Weltzien   |
| Raymond Smith                               | Jimmie Bernal      | Oskar Ketelhut          |
| Karla                                       | Michelle Taurel    |                         |
| Ignacio „Nacho“                             | Gabriel Coronel    | Jonas Minthe            |
| Steve Parker                                | Fred Valle         |                         |
| Naomi Ferreti                               | Karen Carreño      | Leoni Kristin Oeffinger |
| Deisy                                       | Suzy Herrera       |                         |
| Jack Anderson                               | Carl Mergenthaler  | Martin May              |
| Peter                                       | Salim Rubiales     |                         |
| Romina                                      | Sofía Reca         | Mica Mylo               |
| Frank                                       | Jorge Consejo      | Mark Bremer             |
| Vanessa Palacios                            | Daniela Botero     |                         |
| Cindy Anderson                              | Laura Garrido      | Liza Simmerlein         |
| Fiorella Ferrara                            | Jessica Cediel     | Maja Maneiro            |
| Sam Thompson                                | D'Michael Haas     | Markus Hanse            |
| Elvis                                       | Willy Martín       |                         |
| Esteban Rubenstein                          | Ricardo Kleinbaum  | Tim Grobe               |
| Andrés                                      | Saúl Mendoza       |                         |
| Manuel                                      | Ángelo Jamaica     |                         |
| Ramón                                       | Santiago Jiménez   |                         |
| Efraín Jr. Montes Peña                      | Noah Rico          |                         |
| Jonathan Montes Peña                        | Martín Fajardo     |                         |
| Tiffany Parker                              | Ángela Ruiz        | Nicola Schäffler        |
| Beatriz „Betty“ Aurora Rincón Lozano (jung) | Sofía Osorio       |                         |

### Gastdarsteller
| Rollenname      | Schauspieler         | Synchronsprecher |
| --------------- | -------------------- | ---------------- |
| Shannon de Lima | Shannon de Lima      |                  |
| Armando Mendoza | Jorge Enrique Abello |                  |
| Gaby Espino     | Gaby Espino          |                  |

## Ausstrahlung
Überblick
| Staffel | Episoden | Erstausstrahlung in den USA | Erstausstrahlung in den USA | Erstausstrahlung in Deutschland | Erstausstrahlung in Deutschland |
| Staffel | Episoden | Staffelpremiere             | Staffelfinale               | Staffelpremiere                 | Staffelfinale                   |
| ------- | -------- | --------------------------- | --------------------------- | ------------------------------- | ------------------------------- |
| 1       | 123      | 6. Februar 2019             | 12. August 2019             | 26. Juli 2020                   | 15. Januar 2021                 |

Vereinigte Staaten
Die Erstausstrahlung der Telenovela erfolgte vom 6. Februar 2019 bis zum 12. August 2019 auf dem spanischsprachigen US-Free-TV-Sender Telemundo.
Deutschland
Die deutschsprachige Erstausstrahlung der Telenovela erfolgte mit einer Preview der ersten beiden Folgen am 26. Juli 2020 und wurde mit der regulären Ausstrahlung beginnend am 27. Juli 2020 auf dem Free-TV-Sender Sixx fortgeführt. Die letzte Folge wurde am 15. Januar 2021 ausgestrahlt. Die einzelnen Folgen waren jeweils eine Woche vorher beim Streamingdienst Joyn verfügbar. Derzeit ist die komplette Telenovela zudem auf Netflix abrufbar.
International
| Land / Region                  | Sender    | Premiere           | Titel                        | Ref.   |
| ------------------------------ | --------- | ------------------ | ---------------------------- | ------ |
| Vereinigte Staaten             | Telemundo | 6. Februar 2019    | Betty en NY                  | [ 3 ]  |
| Südafrika                      | Telemundo | 15. Juli 2019      | Betty in New York            | [ 5 ]  |
| Angola Mosambik                | Telemundo | 15. Juli 2019      | Betty em Nova Iorque         | [ 5 ]  |
| Mexiko                         | Nueve     | 15. Juli 2019      | Betty en NY                  | [ 6 ]  |
| Brasilien                      | Netflix   | 11. September 2019 | Betty em Nova York           | [ 7 ]  |
| Brasilien                      | SBT       | 27. Januar 2020    | Betty, a Feia em Nova York   | [ 8 ]  |
| Philippinen                    | TV5       | 20. Juli 2020      | Betty Sa NY                  | [ 9 ]  |
| Deutschland Österreich Schweiz | Sixx      | 26. Juli 2020      | Betty in New York            | [ 3 ]  |
| Portugal                       | TVI       | 10. August 2020    | Betty, a Feia em Nova Iorque | [ 10 ] |
| Israel                         | Viva      | 10. September 2020 | בטי בניו יורק                | [ 11 ] |
| Kenia Malawi Tansania Uganda   | Azam One  | 21. September 2020 | Betty in New York            | [ 12 ] |
| Rumänien                       | Pro 2     | 22. November 2020  | Betty în New York            | [ 13 ] |
| Peru                           | Latina    | 15. Dezember 2020  | Yo soy Betty                 | [ 14 ] |

## Einschaltquoten in den USA
| Sendeplatz nach Östlicher Zeitzone | Folgen | Premiere        | Premiere                 | Finale          | Finale                   | Durchschnittliche Zuschauerzahl (in Millionen) |
| Sendeplatz nach Östlicher Zeitzone | Folgen | Datum           | Zuschauer (in Millionen) | Datum           | Zuschauer (in Millionen) | Durchschnittliche Zuschauerzahl (in Millionen) |
| ---------------------------------- | ------ | --------------- | ------------------------ | --------------- | ------------------------ | ---------------------------------------------- |
| Mo – Fr 21:00 Uhr/20:00 Uhr        | 123    | 6. Februar 2019 | 1.37                     | 12. August 2019 | 1.74                     | 1.38                                           |

## Episodenliste
| Nr. (ges.) | Nr. (St.) | Deutscher Titel                 | Originaltitel                 | Erstausstrahlung USA | Deutschsprachige Erstausstrahlung (Sixx) |
| ---------- | --------- | ------------------------------- | ----------------------------- | -------------------- | ---------------------------------------- |
| 1          | 1         | Bettys Auftritt                 | Beatriz Rincón irrumpe en V&M | 6. Feb. 2019         | 20. Juli 2020                            |
| 2          | 2         | Bittere Enttäuschung            | El trago amargo               | 7. Feb. 2019         | 21. Juli 2020                            |
| 3          | 3         | Falsches Spiel                  | La maldad de Patricia         | 8. Feb. 2019         | 22. Juli 2020                            |
| 4          | 4         | Betty schlägt zurück            | Betty contraataca             | 11. Feb. 2019        | 23. Juli 2020                            |
| 5          | 5         | Unwiderstehliches Angebot       | Una jugosa oferta             | 12. Feb. 2019        | 24. Juli 2020                            |
| 6          | 6         | Gebrochenes Herz                | Un corazón partido            | 13. Feb. 2019        | 27. Juli 2020                            |
| 7          | 7         | Großes Geschenk                 | El gran regalo                | 14. Feb. 2019        | 28. Juli 2020                            |
| 8          | 8         | Bettys Albtraum                 | Una propuesta indecente       | 15. Feb. 2019        | 29. Juli 2020                            |
| 9          | 9         | Sabotage                        | El sabotaje                   | 18. Feb. 2019        | 30. Juli 2020                            |
| 10         | 10        | Bestechung                      | El soborno                    | 19. Feb. 2019        | 31. Juli 2020                            |
| 11         | 11        | Unter der Lupe                  | Betty está bajo la lupa       | 20. Feb. 2019        | 3. Aug. 2020                             |
| 12         | 12        | Große Ziele                     | El gran reto                  | 21. Feb. 2019        | 4. Aug. 2020                             |
| 13         | 13        | Demütigung                      | La farsa de Armando           | 22. Feb. 2019        | 5. Aug. 2020                             |
| 14         | 14        | Warnung                         | La advertencia                | 25. Feb. 2019        | 6. Aug. 2020                             |
| 15         | 15        | Tiefpunkt                       | Bajó presión                  | 26. Feb. 2019        | 7. Aug. 2020                             |
| 16         | 16        | Hugo wird zur Furie             | Hugo estalla de furia         | 27. Feb. 2019        | 10. Aug. 2020                            |
| 17         | 17        | Hoher Einsatz                   | Apuesta riesgosa              | 28. Feb. 2019        | 11. Aug. 2020                            |
| 18         | 18        | Stilles Leiden                  | Sufrimiento silencioso        | 1. März 2019         | 19. Aug. 2020                            |
| 19         | 19        | Hoffnungslos verliebt           | La promesa                    | 4. März 2019         | 20. Aug. 2020                            |
| 20         | 20        | Hugos Rache                     | Hugo saborea su venganza      | 5. März 2019         | 21. Aug. 2020                            |
| 21         | 21        | Polizeilich gesucht             | Buscado por la policía        | 6. März 2019         | 24. Aug. 2020                            |
| 22         | 22        | Schwarzer Tag                   | Un mal día                    | 7. März 2019         | 25. Aug. 2020                            |
| 23         | 23        | Armando vergeigt es             | Armando mete la pata          | 8. März 2019         | 26. Aug. 2020                            |
| 24         | 24        | Ernüchterung                    | Betty se desilusiona          | 11. März 2019        | 27. Aug. 2020                            |
| 25         | 25        | Armando gibt auf                | Armando se derrumba           | 12. März 2019        | 28. Aug. 2020                            |
| 26         | 26        | Enthüllung                      | La noticia bomba              | 13. März 2019        | 31. Aug. 2020                            |
| 27         | 27        | Schwangerschaft                 | Embarazada                    | 14. März 2019        | 1. Sep. 2020                             |
| 28         | 28        | Rivalin                         | La rival                      | 15. März 2019        | 2. Sep. 2020                             |
| 29         | 29        | Kuss mit Folgen                 | El beso seductor              | 18. März 2019        | 3. Sep. 2020                             |
| 30         | 30        | Spiel mit dem Feuer             | Jugar con fuego               | 19. März 2019        | 4. Sep. 2020                             |
| 31         | 31        | Erotische Träume                | Un sueño erótico              | 20. März 2019        | 7. Sep. 2020                             |
| 32         | 32        | Vernehmung                      | El interrogatorio             | 21. März 2019        | 8. Sep. 2020                             |
| 33         | 33        | Neue Chefin                     | La nueva dueña                | 22. März 2019        | 9. Sep. 2020                             |
| 34         | 34        | Aufdeckung                      | El descubrimiento             | 25. März 2019        | 10. Sep. 2020                            |
| 35         | 35        | Pechsträhne                     | Una mala racha                | 26. März 2019        | 11. Sep. 2020                            |
| 36         | 36        | Bloßstellung                    | En evidencia                  | 27. März 2019        | 14. Sep. 2020                            |
| 37         | 37        | Gerüchteküche                   | Los chismes vuelan            | 28. März 2019        | 15. Sep. 2020                            |
| 38         | 38        | Ungewissheit                    | La incertidumbre              | 29. März 2019        | 16. Sep. 2020                            |
| 39         | 39        | Geheimnis gelüftet              | Develan el misterio           | 1. Apr. 2019         | 17. Sep. 2020                            |
| 40         | 40        | Zwangseroberung                 | Enamorar a la más fea         | 2. Apr. 2019         | 18. Sep. 2020                            |
| 41         | 41        | Erstes Date                     | La primera cita               | 3. Apr. 2019         | 21. Sep. 2020                            |
| 42         | 42        | Erster Kuss                     | Grito a los cuatro vientos    | 4. Apr. 2019         | 22. Sep. 2020                            |
| 43         | 43        | Flüchtige Liebe                 | Un amor fugaz                 | 5. Apr. 2019         | 23. Sep. 2020                            |
| 44         | 44        | Verbitterung                    | El despecho                   | 8. Apr. 2019         | 24. Sep. 2020                            |
| 45         | 45        | Entführung                      | Secuestro por amor            | 9. Apr. 2019         | 25. Sep. 2020                            |
| 46         | 46        | In Fraganti                     | In fraganti                   | 10. Apr. 2019        | 28. Sep. 2020                            |
| 47         | 47        | Neuer Look                      | Un cambio de look             | 11. Apr. 2019        | 29. Sep. 2020                            |
| 48         | 48        | Held                            | El héroe                      | 12. Apr. 2019        | 30. Sep. 2020                            |
| 49         | 49        | Verflixte Eifersucht            | Malditos celos                | 15. Apr. 2019        | 1. Okt. 2020                             |
| 50         | 50        | Nachtmusik                      | Noche de serenata             | 16. Apr. 2019        | 2. Okt. 2020                             |
| 51         | 51        | Zügellose Leidenschaft          | Imaginación desatada          | 17. Apr. 2019        | 5. Okt. 2020                             |
| 52         | 52        | Liebesgedicht                   | Un poema de amor              | 18. Apr. 2019        | 6. Okt. 2020                             |
| 53         | 53        | Spionage                        | El espionaje                  | 19. Apr. 2019        | 7. Okt. 2020                             |
| 54         | 54        | Verrückte Nacht                 | Noche de locura               | 22. Apr. 2019        | 8. Okt. 2020                             |
| 55         | 55        | Intimes Date                    | Una noche íntima              | 23. Apr. 2019        | 9. Okt. 2020                             |
| 56         | 56        | Diamantenbärchen                | El osito de cristal           | 24. Apr. 2019        | 12. Okt. 2020                            |
| 57         | 57        | Stunde der Wahrheit             | Bajo la tormenta              | 26. Apr. 2019        | 13. Okt. 2020                            |
| 58         | 58        | Ruf der Liebe                   | La llama del amor             | 29. Apr. 2019        | 14. Okt. 2020                            |
| 59         | 59        | Ablehnung                       | La negación                   | 30. Apr. 2019        | 15. Okt. 2020                            |
| 60         | 60        | Mütterliche Intuition           | Intuición de madre            | 1. Mai 2019          | 16. Okt. 2020                            |
| 61         | 61        | Attacke                         | El ataque                     | 2. Mai 2019          | 19. Okt. 2020                            |
| 62         | 62        | Verwundete Frau                 | Mujer herida                  | 3. Mai 2019          | 20. Okt. 2020                            |
| 63         | 63        | Dolchstoß                       | La puñalada por la espalda    | 6. Mai 2019          | 21. Okt. 2020                            |
| 64         | 64        | Ultimatum                       | El ultimátum                  | 7. Mai 2019          | 22. Okt. 2020                            |
| 65         | 65        | Intrige                         | La intriga                    | 8. Mai 2019          | 23. Okt. 2020                            |
| 66         | 66        | Schwarze Wolke                  | Una nube negra                | 9. Mai 2019          | 26. Okt. 2020                            |
| 67         | 67        | Schwierigkeiten                 | En apuros                     | 10. Mai 2019         | 27. Okt. 2020                            |
| 68         | 68        | Frustration                     | Frustración                   | 13. Mai 2019         | 28. Okt. 2020                            |
| 69         | 69        | Gefangen von Verlangen          | Atrapados por el deseo        | 14. Mai 2019         | 29. Okt. 2020                            |
| 70         | 70        | Potenzprobleme                  | Impotencia sexual             | 15. Mai 2019         | 30. Okt. 2020                            |
| 71         | 71        | Seitensprung                    | Juego sexual                  | 16. Mai 2019         | 2. Nov. 2020                             |
| 72         | 72        | Armando hat’s nicht leicht      | Armando no la tiene fácil     | 17. Mai 2019         | 3. Nov. 2020                             |
| 73         | 73        | Entfremdung                     | Distanciados                  | 20. Mai 2019         | 4. Nov. 2020                             |
| 74         | 74        | Emotionaler Absturz             | Derrumbe emocional            | 21. Mai 2019         | 5. Nov. 2020                             |
| 75         | 75        | Revanche                        | La revancha                   | 22. Mai 2019         | 6. Nov. 2020                             |
| 76         | 76        | Versuchung                      | Condena de amor               | 23. Mai 2019         | 9. Nov. 2020                             |
| 77         | 77        | Unvorhersehbarer Abend          | Una noche impredecible        | 24. Mai 2019         | 10. Nov. 2020                            |
| 78         | 78        | Schluss mit den Lügen           | Basta de mentiras             | 27. Mai 2019         | 11. Nov. 2020                            |
| 79         | 79        | Schmutziges Spiel               | Jugada sucia                  | 28. Mai 2019         | 12. Nov. 2020                            |
| 80         | 80        | Gute Miene zum bösen Spiel      | Al mal tiempo, buena cara     | 29. Mai 2019         | 13. Nov. 2020                            |
| 81         | 81        | Liebesbeweis                    | Prueba de amor                | 30. Mai 2019         | 16. Nov. 2020                            |
| 82         | 82        | Mutterinstinkt                  | Olfato de madre               | 31. Mai 2019         | 17. Nov. 2020                            |
| 83         | 83        | Armando verliert die Nerven     | Armando pierde la compostura  | 3. Juni 2019         | 18. Nov. 2020                            |
| 84         | 84        | Unverzeihlicher Fehler          | Un error irremediable         | 4. Juni 2019         | 19. Nov. 2020                            |
| 85         | 85        | Auf dem Drahtseil               | En la cuerda floja            | 5. Juni 2019         | 20. Nov. 2020                            |
| 86         | 86        | Büchse der Pandora              | La caja de Pandora            | 6. Juni 2019         | 23. Nov. 2020                            |
| 87         | 87        | Flucht vor der Liebe            | Huir del amor                 | 7. Juni 2019         | 24. Nov. 2020                            |
| 88         | 88        | Lebewohl, Vergangenheit         | Adiós al pasado               | 10. Juni 2019        | 25. Nov. 2020                            |
| 89         | 89        | Mit dem Rücken zur Wand         | Contra la pared               | 11. Juni 2019        | 26. Nov. 2020                            |
| 90         | 90        | Wie du mir, so ich dir          | Le paga con la misma moneda   | 12. Juni 2019        | 27. Nov. 2020                            |
| 91         | 91        | Verdacht bestätigt              | Sospecha confirmada           | 13. Juni 2019        | 30. Nov. 2020                            |
| 92         | 92        | Alles aus Liebe                 | Todo por amor                 | 17. Juni 2019        | 1. Dez. 2020                             |
| 93         | 93        | Stück für Stück                 | El montaje                    | 20. Juni 2019        | 2. Dez. 2020                             |
| 94         | 94        | Strategien                      | El estratega                  | 21. Juni 2019        | 3. Dez. 2020                             |
| 95         | 95        | Wichtige Spur                   | Una pista importante          | 24. Juni 2019        | 4. Dez. 2020                             |
| 96         | 96        | Konkurrenz                      | La competencia                | 25. Juni 2019        | 7. Dez. 2020                             |
| 97         | 97        | Revierkampf                     | Marcando territorio           | 28. Juni 2019        | 8. Dez. 2020                             |
| 98         | 98        | Schmerzhafte Wahrheit           | La verdad duele               | 8. Juli 2019         | 9. Dez. 2020                             |
| 99         | 99        | Den Kopf verlieren              | Perder la cabeza              | 9. Juli 2019         | 10. Dez. 2020                            |
| 100        | 100       | Die neue Betty                  | La nueva Betty                | 10. Juli 2019        | 11. Dez. 2020                            |
| 101        | 101       | Tragische Nachricht             | Noticia trágica               | 11. Juli 2019        | 14. Dez. 2020                            |
| 102        | 102       | Enttäuschte Väter               | Un padre desilusionado        | 12. Juli 2019        | 15. Dez. 2020                            |
| 103        | 103       | Verantwortung übernehmen        | Asumir la responsabilidad     | 15. Juli 2019        | 16. Dez. 2020                            |
| 104        | 104       | Triumphale Rückkehr             | Regreso triunfal              | 16. Juli 2019        | 17. Dez. 2020                            |
| 105        | 105       | Gemischte Gefühle               | Sentimientos encontrados      | 17. Juli 2019        | 18. Dez. 2020                            |
| 106        | 106       | Von Frau zu Frau                | De mujer a mujer              | 18. Juli 2019        | 21. Dez. 2020                            |
| 107        | 107       | Erzfeinde                       | Enemiga intima                | 19. Juli 2019        | 22. Dez. 2020                            |
| 108        | 108       | Die neue Geschäftsführerin      | La nueva presidenta           | 22. Juli 2019        | 23. Dez. 2020                            |
| 109        | 109       | Morddrohung                     | Amenaza de muerte             | 23. Juli 2019        | 28. Dez. 2020                            |
| 110        | 110       | Am falschen Ort                 | En el lugar equivocado        | 24. Juli 2019        | 29. Dez. 2020                            |
| 111        | 111       | Die Ermittlung                  | La investigación              | 25. Juli 2019        | 30. Dez. 2020                            |
| 112        | 112       | Entscheidende Beweise           | Evidencia crucial             | 26. Juli 2019        | 4. Jan. 2021                             |
| 113        | 113       | Bedingungslose Liebe            | Remordimientos crueles        | 29. Juli 2019        | 5. Jan. 2021                             |
| 114        | 114       | Unerwünschter Gast              | Invitado no deseado           | 30. Juli 2019        | 6. Jan. 2021                             |
| 115        | 115       | Hier bin ich und hier bleib ich | Aquí estoy y aquí me quedo    | 31. Juli 2019        | 7. Jan. 2021                             |
| 116        | 116       | Männerabend                     | Noche de hombres              | 1. Aug. 2019         | 8. Jan. 2021                             |
| 117        | 117       | Noch ein Liebesbetrug           | Otra decepción amorosa        | 2. Aug. 2019         | 11. Jan. 2021                            |
| 118        | 118       | Offene Wunde                    | Sangrando por la herida       | 5. Aug. 2019         | 12. Jan. 2021                            |
| 119        | 119       | Zum zweiten Mal                 | Por segunda vez               | 6. Aug. 2019         | 13. Jan. 2021                            |
| 120        | 120       | Undankbarer Freund              | Un amigo ingrato              | 7. Aug. 2019         | 14. Jan. 2021                            |
| 121        | 121       | Die Wahrheit kommt ans Licht    | Todo lo oculto sale a la luz  | 8. Aug. 2019         | 14. Jan. 2021                            |
| 122        | 122       | Zwischen Leben und Tod          | Entre la vida y la muerte     | 9. Aug. 2019         | 15. Jan. 2021                            |
| 123        | 123       | Ein Traum wird wahr             | Un sueño realizado            | 12. Aug. 2019        | 15. Jan. 2021                            |

## Spezialfolge
Ein Tag nach dem Finale der Telenovela wurde am 13. August 2019 eine Spezialfolge unter dem Titel La Gran Noche de Betty en NY auf Telemundo ausgestrahlt, in welcher der Hauptcast noch einmal vor Studiopublikum zusammenkam, und die einzelnen Gastmitglieder über ihre Erfahrungen mit der Produktionen berichtet haben. Die Schauspielerin Elyfer Torres erzählte, wie die Figur Betty ihr Leben beeinflusst hat, und trug das Liebeslied Aquí está mi Amor aus der Telenovela vor.